# Ермиония
Ермиони́я (др.-греч. Ἑρμιόνη) — женское русское личное имя греческого происхождения. Греческое имя Ἑρμιόνη (Гермиона) происходит от др.-греч. Ἑρμῆς — Гермес (предположительно восходит к др.-греч. ἕρμα — «подпора», «опора»).
Наиболее известная носительница имени — святая мученица Ермиония Ефесская, дочь апостола Филиппа диакона; имя которой было включено в Святцы с начала Крещения Руси, благодаря чему русские девочки получали в крещении имя «Ермиония». Память Ермионии Ефесской — 4 сентября (17 сентября), именины в этот же день.